# کارلوس تراکو
کارلوس تراکو (انگلیسی: Carlos Trucco؛ زادهٔ ۸ اوت ۱۹۵۷) بازیکن فوتبال اهل آرژانتین است.
از باشگاه‌هایی که در آن بازی کرده‌است می‌توان به باشگاه فوتبال کروز آزول، باشگاه فوتبال پاچوکا، باشگاه فوتبال ولز سارسفیلد، و باشگاه ورزشی دیپورتیوو کالی اشاره کرد.
وی همچنین در تیم ملی فوتبال بولیوی بازی کرده‌است.